# Lydie Arickx
Lydie Arickx es una pintora francesa, nacida el 10 de enero de 1954 en Villecresnes, de padres originarios de Flandes.

## Datos biográficos
Después de haber estudiado (1974-1978) en la Escuela Superior de Artes Gráficas, expuso en 1982 , pasteles y óleos con Jean Briance. 
En 1988, presentó su obra en Bélgica, Suiza, Alemania, Holanda, España y Estados Unidos. 1988 es también el año de su primera escultura.
En 1991, Lidia se trasladó a las Landas, donde trabaja en grandes formatos, tanto en pintura como en escultura monumental.
A partir de 1993, produjo una serie de pinturas al fresco de diferentes lugares de Francia.
En 1998, ella creó con Alex Bianchi los Encuentros en la línea (Rencontres du Cadran) que cuenta cada temporada con la participación de una nueva generación de artistas.
Para el 800 aniversario de la Jurade de Saint Emilion, presentó una exposición individual fragmentada en dos partes: en el claustro y, con el tema de la crucifixión, en la iglesia monolítica. 
Distinciones
Caballero de la Orden de las Artes y las Letras

## Exposiciones

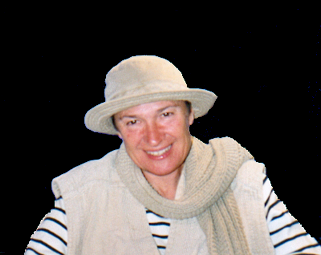
Retrato de la artista (imagen del vídeo de l'Encyclopédie audiovisuelle de l'art contemporain)

Desde 1982 ha presentado sus obras en muchas exposiciones individuales. 
En 2012 presentó la muestra titulada : « Avant les mots - les langes de la vie », una exposición doble en la universidad Paris-Descartes y en el refectorio de los Cordeliers, en París ; también la titulada « Le mythe de la caverne » (Château d'eau-Château d'art) en Bourges.